# Budinščina
 Budinščina  falu és község Horvátországban Krapina-Zagorje megyében. Közigazgatásilag Gotalovec, Grtovec, Krapinica, Marigutić, Pažurovec, Pece, Pokojec, Pomperovec, Prepuštovec, Sveti Križ, Topličica és Zajezda tartozik hozzá.

## Fekvése
Krapinától 26 km-re délkeletre, a megye északkeleti csücskében, a Horvát Zagorje területén, az Ivaneci-hegység délkeleti lejtőin és a Korpona völgyében fekszik.

## Története
A régészeti leletek tanúsága szerint területén már a bronzkorban is éltek emberek. Budinščina első írásos említése 1234-ben történt amikor ezt a területet "Budindol" földjének hívták. Vidéke a középkor óta a zajezdai plébániához tartozik, melyet már 1334-ben említenek a zágrábi káptalan statutumában. Világi viszonylatban pedig a 15. század óta a Vitéz család birtoka, melyet még 1778-ban is említenek kegyúrként. Később házasság révén a budinščinai uradalom a Horvat család egyik ágáé lett. A család utolsó tagja Péter 1886-ban eladta Jakob Plachte varasdi kereskedőnek, aki László nevű fiának adta, ő pedig 1906 körül a birtokot felparcelláztatta a parasztok között. A nemesi kúria később a Zabavnik családé lett.
A településnek 1857-ben 137, 1910-ben 418 lakosa volt. Trianonig Varasd vármegye Zlatari járásához tartozott.
Fejlődésében korábban szerepet játszott a közeli barnaszénbányák, kőfejtők és mészkőbányák megnyitása, ahol a munkaképes lakosság legnagyobb része dolgozott. A bányák bezárása és az építőipar stagnálása azonban a 20. századra visszaesést hozott a lakosság életszínvonalában. Ekkor számos fiatal vándorolt ki, akik részben a nagyobb városokban, részben külföldön kerestek jobb megélhetést. Így a lakosság nagyrészt elöregedett. A templom építését 1966-ban Ivan Vlainić plébános vetette fel, mivel a község hívei addig három templom között oszlottak meg. A nagyrészt idős lakosság miatt szükséges volt, hogy a község központjában is legyen egy olyan hely ahol istentiszteleteket lehet tartani. Végül egy a falu központjától négyszáz méterre levő helyet találtak az építésre alkalmasnak és elhatározták, hogy az új templomot a település munkás hagyományaira tekintettel a Munkás Szent József tiszteletére szentelik fel. Az alapkő letétel 1966. május 1-jén Szent József ünnepén történt és az építés olyan ütemben haladt, hogy már 1967-ben misét lehetett benne tartani. Bár a terület ahol a templom épült a hrašćinai plébániához tartozott, megállapodás született hogy az kerüljön át a zajezdai plébániához. 
A községnek 2001-ben 2793, a falunak magának 583 lakosa volt.

## Nevezetességei
- A Szent József templom 1966-ban épült.
- A Zakmárdy család kúriája 1740 körül épült.